# Sajīrān
Sajīrān (persiska: Sī Jeyrān, سی جیران, سجیران) är en ort i Iran.   Den ligger i provinsen Gilan, i den norra delen av landet, 170 km nordväst om huvudstaden Teheran. Sajīrān ligger 762 meter över havet och antalet invånare är 340.
Terrängen runt Sajīrān är mycket bergig. Runt Sajīrān är det ganska tätbefolkat, med 134 invånare per kvadratkilometer. Närmaste större samhälle är Raḩīmābād, 18,5 km norr om Sajīrān. I omgivningarna runt Sajīrān växer i huvudsak blandskog.